# 土橋基胤
土橋 基胤（つちばし もとたね、? - 1582年/1585年?）は、戦国時代の武将。紀伊土橋氏の氏人。牟婁郡の根来衆。土橋守重家臣。刑部と通称された。村上源氏。系譜は不明だが土橋重治と同じ人物とする説もあり。
基胤に関する記述は乏しく大まかには、土橋氏一族であること、1585年に羽柴秀吉に抵抗して砦を築いて戦い死んだことのみ知られる。
海草郡誌は基胤に上のことについて詳しく描写している。土橋重隆は兄と考えられ、これが正しければ守重は甥である。初め出家していたが還俗し、土橋氏の血縁から掛前館（詳細不明）を築いて高野山方面を守備した。1582年に雑賀孫一に守重とその一族が討たれ、基胤は近習とともに海路で阿波国（淡路島の可能性もある）へ逃げて潜伏して難を逃れた。1585年に守重の弟の土橋重治が兵を興すと帰郷し、その時には廃されていた掛前館の跡に砦を築いて羽柴の兵を迎えた。首(オビ)ヶ谷付近で激闘したが、数に押されて砦は落ちた。基胤は逃げ延びたが腰を射られて動けなくなり、近習に頼んでゴンジョ池（詳細不明）に身を投げて死んだと言う。羽柴の兵は死体を回収せず、後に農民によって葬られた。